# Manguera de succión

Extremidad sumergible de una manguera de succión (con filtro) de un camión de bomberos

Una  manguera de succión de bomberos  es un tubo flexible que está hecho especialmente para succionar agua u otros tipos de líquidos mediante una bomba hacia la cisterna de un vehículo de bomberos o similar. La manguera está reforzada con un cable helicoidal de acero continuo para evitar que la fuerza del vacío allane la forma tubular de la manga, obstruyendo la misma.
Una manguera de succión se utiliza, para bombear aguas abiertas de lago sonido piscinas por regar o para apagar un incendio o para vaciar aguas (limpias o sucias) de puestos subterráneos, por ejemplo: para limpiar alcantarillas o depósito s.
Para prevenir que la suciedad ingrese en la bomba, normalmente se agrega un filtro de succión en el extremo de la manguera de aspiración. Este filtro suele solo estar formado por un cilindro con agujeros, pero también puede llevar una rejilla de tejido o fibra o bien una rejilla de acero.